# Ніклас Юнссон
Ніклас Юнссон  (швед. Niklas Jonsson, 31 травня 1969) — шведський лижник, олімпійський медаліст.

## Виступи на Олімпіадах
| Олімпіада           | Дисципліна              | Місце |
| ------------------- | ----------------------- | ----- |
| Альбервіль 1992     | 10 км                   | 5     |
| Альбервіль 1992     | 30 км                   | 7     |
| Альбервіль 1992     | переслідування 10/15 км | 13    |
| Ліллехаммер 1994    | 10 км                   | 30    |
| Ліллехаммер 1994    | 50 км                   | 27    |
| Нагано 1998         | 10 км                   | 25    |
| Нагано 1998         | 50 км                   | 2     |
| Нагано 1998         | переслідування 10/15 км | 10    |
| Нагано 1998         | естафета 4 х 10 км      | 4     |
| Солт-Лейк-Сіті 2002 | 30 км                   | 36    |
| Солт-Лейк-Сіті 2002 | дуатлон 10/10 км        | 28    |
| Солт-Лейк-Сіті 2002 | естафета 4 х 10 км      | 13    |

## Зовнішні посилання
- Досьє на sport.references.com [Архівовано 18 грудня 2012 у Wayback Machine.]